# Mario Delgado Aparaín
Œuvres principales
La balada de Johnny Sosa
El canto de la Corvina Negra
Mario Delgado Aparaín, né à Florida le 28 juillet 1949, est un écrivain et professeur uruguayen. 

## Biographie
Il est né à Florida, en Uruguay.
Son travail, traduit en plusieurs langues, comprend des éléments de l'imagination, la vie dans les régions rurales de l'Uruguay, et de l'humour. Ses plus importantes œuvres littéraires sont Querido Charles Atlas, El canto de la Corvina Negra et La balada de Johnny Sosa.
Il a été directeur du Centre culturel de Montevideo.
Avec l'écrivain chilien Luis Sepúlveda, il a écrit Los peores cuentos de los hermanos Grimm,.

## Œuvres
- Causa de buena muerte
- Las llaves de Francia
- Querido Charles Atlas
- Cuentos completos
- El canto de la corvina negra
- La taberna del loro en el hombro
- Cuentos del mar
- Les Pires Contes des frères Grimm (coécrit avec Luis Sepúlveda)

### Romans
- Estado de Gracia
- El día del Cometa
- La balada de Johnny Sosa
- Por mandato de Madre
- Alivio de luto
- No robarás las botas de los muertos
- Vagabundo y errante serás (2009)
- El hombre de Bruselas (2011)